# Élections législatives de 2022 sur l'Île de l'Ascension
Les élections législatives de 2022 sur l'Île de l'Ascension ont lieu le 20 octobre 2022 afin de renouveler les membres du Conseil du territoire britannique de l'Île de l'Ascension.
Aucun parti politique n'existant sur l'île, l'ensemble des candidats sont indépendants.

## Contexte

Carte de l'île.

Le Conseil de l'île est l'assemblée législative de l'Île de l'Ascension, un archipel du territoire britannique d'outre-mer de Sainte-Hélène, Ascension et Tristan da Cunha situé dans l'océan Atlantique Nord. L'archipel est doté d'un administrateur nommé par un gouverneur, lui même nommé par le Gouvernement du Royaume-Uni
Le Gouverneur et l'administrateur doivent obligatoirement consulter le Conseil lors de la rédaction des lois de l'île, mais ne sont pas contraint de suivre ses décisions. Le conseil peut néanmoins faire appel auprès du Gouvernement du Royaume-Uni.
Les élections de 2022 sont initialement prévues le 22 septembre, trois semaines après la dissolution du Conseil le 1er septembre, en raison du manque de candidatures valides.

## Système électoral

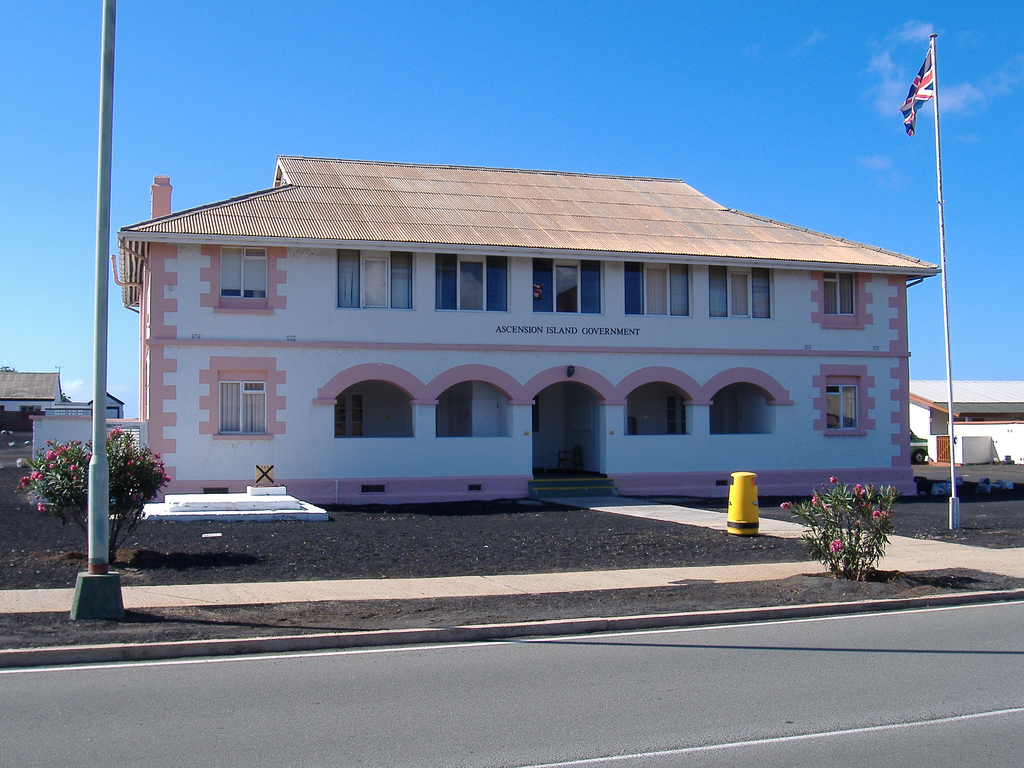
Siège du conseil à Georgetown

Le conseil de l'île est composé de huit à dix membres dont cinq à sept élus pour trois ans au scrutin direct plurinominal majoritaire dans une unique circonscription. Les électeurs ont autant de votes qu'il y a de sièges à pourvoir et peuvent les répartir sur autant de candidats qu'ils le veulent, à raison d'un vote par candidat. Les sept candidats ayant reçu le plus de votes sont déclarés élus. Si moins de huit candidats sont en lice, seuls cinq membres sont cependant élus. S'il y a moins de six candidats, les élections sont reportées pour une durée maximale de six mois.
L'administrateur, le procureur général et le Directeur des ressources sont membres ex officio, mais ils ne participent pas aux votes du Conseil, bien que celui ci soit présidé par l'administrateur,.
Les candidats doivent être âgés d'au moins vingt et un ans et disposer de la nationalité du territoire de Sainte-Hélène, Ascension et Tristan da Cunha, ou de la nationalité britannique. Aucun parti politique n'existant sur l'île, l'ensemble des conseillers sont indépendants, dans le cadre d'une démocratie non partisane.

## Résultats
Seuls six candidats étant en lice, cinq sièges sont à pourvoir.
| Candidats                 | Sortants                  | Voix | %     | Résultat |
| ------------------------- | ------------------------- | ---- | ----- | -------- |
| Laura Marie Shearer       | –                         | 90   | 24,86 | Élue     |
| Kerry Ann Benjamin        | –                         | 73   | 20,17 | Élue     |
| Alan Herbert Nicholls     | ✓                         | 62   | 17,13 | Réélu    |
| Kyla Benjamin             | –                         | 55   | 15,19 | Élue     |
| Douglas Gordon Miller     | –                         | 46   | 12,71 | Élu      |
| Kenneth Anthony Godkin    | –                         | 36   | 9,94  |          |
| Total des voix            | Total des voix            | 362  | 100   |          |
|                           |                           |      |       |          |
| Votes valides             | Votes valides             | 133  | 100   |          |
| Votes blancs et invalides | Votes blancs et invalides | 0    | 0     |          |
| Total des votants         | Total des votants         | 133  | 100   |          |
| Abstentions               | Abstentions               | 378  | 73,97 |          |
| Inscrits / participation  | Inscrits / participation  | 511  | 26,03 |          |